# 김종래 (만화가)
김종래(金鍾來, 1927년 ~ 2001년 1월 28일)는 대한민국의 만화가이다.
한국만화가협회의 고문으로 활동하다가 2001년 별세했다.
<마음의 왕관>, <엄마 찾아 삼만리>, <황금가면>, <어머니>, <조국>, <앵무새 왕자> 등 여러 작품을 남겼다.
보관문화훈장에 추서되었다.